# FC Kilikia Jerewan
Der FC Kilikia Jerewan (Armenisch: Ֆուտբոլային Ակումբ Կիլիկիա Երեւան), Futbolayin Akumb Kilikia Jerewan war ein armenischer Fußballverein aus der Hauptstadt Jerewan.

## Geschichte
Der Verein spaltete sich von FC Pjunik Jerewan, wie er von 1995 bis 1999 hieß, ab. Zuvor war er auch von 1992 bis 1995 als  Homenetmen bekannt. Als Homenetmen teilten sie sich 1992 mit dem FC Schirak Gjumri die armenische Fußballmeisterschaft, während sie als Pjunik sowohl 1996, als auch 1997 Meister wurden. Doch der armenische Fußballverband betrachtet diese Meisterschaften als Gewinn des jetzigen Pjunik Jerewan. 1999 änderten sie ihren Namen zu Kilikia und nach nur einer Saison stiegen sie aus der höchsten Spielklasse ab, nachdem sie die Teilnahmegebühr nicht zahlten. 2003 schafften sie erneut den Aufstieg und beendeten seither die Liga als Sechster und Fünfter. Mit dem fünften Platz 2005, verdienten sie sich einen Startplatz im UEFA Intertoto Cup 2006. 2007 stieg man als Tabellenneunter aus der obersten Spielklasse ab.

## Europapokalbilanz
| Saison | Wettbewerb         | Runde    | Gegner        | Gesamt | Hin     | Rück    |
| ------ | ------------------ | -------- | ------------- | ------ | ------- | ------- |
| 2006   | UEFA Intertoto Cup | 1. Runde | Dinamo Tiflis | 1:8    | 1:5 (H) | 0:3 (A) |

Gesamtbilanz: 2 Spiele, 2 Niederlagen, 1:8 Tore (Tordifferenz −7)

## Trainer
- Jerwand Krbaschjan (2008)
- Eduard Markarow (2008–2010)

## Spieler
- Arsen Awetissjan (1992–1995)
- Choren Howhannisjan (1992–1993)
- Tigran Gharabaghzjan (2009–2010)